# Willi Steul
Willi Steul (* 28. April 1951 in Niederbrechen, Landkreis Limburg) ist promovierter Ethnologe, Journalist und Rundfunkmanager. Vom 1. April 2009 bis zum 31. August 2017 war er Intendant des Deutschlandradios.

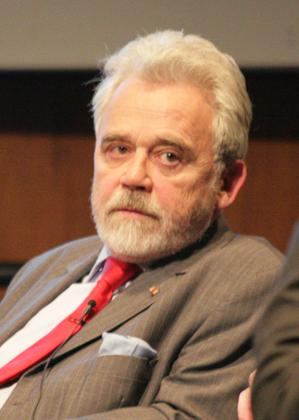
Steul im Jahr 2012

## Leben
Steul studierte ab 1969 Ethnologie, Philosophie, katholische Theologie und Geschichte in Oxford, Paris, Frankfurt am Main und Kabul. Er führte ethnologische Feldforschungen in Afghanistan durch, war als Lehrbeauftragter kurzzeitig an der Universität Kabul tätig und stellvertretender Leiter der Außenstelle Kabul des Südasien-Instituts der Universität Heidelberg. 1978 wurde er an der Universität Heidelberg in Ethnologie zum Dr. phil. promoviert.
Er arbeitete ab 1970 kontinuierlich als freier Mitarbeiter vor allem für Tages- und Wochenzeitungen, um sein Studium zu finanzieren. 1973 bis 1975 war er Stipendiat der Journalistenschule der katholischen Deutschen Bischofskonferenz im „Institut zur Förderung publizistischen Nachwuchses e. V.“ in München.
Nach seiner Promotion arbeitete er zunächst ein Jahr als Politikredakteur beim SWF in Baden-Baden und vertretungsweise als ARD-Nahostkorrespondent in Beirut (Libanon). Danach war er zwei Jahre SWF-Korrespondent in Bonn und zusätzlich Sonderkorrespondent der ARD für Afghanistan. Von 1982 bis 1987 arbeitete er als ARD-Hörfunkkorrespondent für Griechenland, die Türkei und Zypern. Danach war er ein Jahr Chef vom Dienst für Aktuelles Zeitgeschehen beim SWF in Baden-Baden. 1990 und 1991 war er ARD-Hörfunkkorrespondent für Abrüstung, UNO und Schweiz in Genf, bevor er Sonderkorrespondent für den Golfkrieg wurde. 1992 bis 1994 war Steul stellvertretender Leiter des SWF/SDR-Studio in Bonn und von 1994 bis 1998 Chefredakteur und stellvertretender Direktor von DeutschlandRadio Berlin.
Ab 1998 war er Landessenderdirektor Baden-Württemberg und stellvertretender Intendant des SWR in Stuttgart. Er bewarb sich konkurrierend mit dem SWR-Verwaltungsdirektor Peter Boudgoust und dem SWR-Fernsehdirektor Bernhard Nellessen um die Nachfolge des SWR-Intendanten Peter Voß, kam jedoch nicht zum Zuge.
Steul ist Vorsitzender des Deutschen Freundeskreises Europäischer Jugendorchester e. V., das jährlich das internationale Musikfestival Young Euro Classic in Berlin und seit 2007 auch in Hamburg ausrichtet. Vom 1. April 2009 bis zu seiner Pensionierung am 31. August 2017 war er Intendant des Deutschlandradios.
Am 14. August 2024 wurde Steul zum Vorsitzenden des radio B2 GmbH-Redaktionsbeirat gewählt.
Er ist Mitglied der katholischen Studentenverbindung K.D.St.V. Ferdinandea-Prag zu Heidelberg im CV.
Steul ist seit 1978 mit der Künstlerin, Kunsthistorikerin und Pädagogin Marie-Bénédicte Dutreux verheiratet und hat vier Kinder. Seit 2003 besitzt er auch die französische Staatsbürgerschaft.

## Auszeichnungen
Am 10. November 2003 wurde Willi Steul mit dem Bundesverdienstkreuz am Bande ausgezeichnet. 2012 wurde er zum Kommandanten des nationalen Verdienstordens Frankreichs ernannt.

## Werke
- Zusammen mit Wolfgang G. Beitz: Hilfe für Afghanistan. Verlag Bonn Aktuell, Stuttgart 1981, ISBN 3-87959-168-7.
- Paschtunwali – ein Ehrenkodex und seine rechtliche Relevanz. Steiner, Wiesbaden 1981, ISBN 3-515-03167-7.